# David Kalokoh
David Kalokoh (* 21. April 2005 in Kono, Sierra Leone) ist ein niederländisch-sierra-leonischer Fußballspieler. Er spielt bei Ajax Amsterdam, wo er für die zweite Mannschaft zum Einsatz kommt, und ist niederländischer Nachwuchsnationalspieler.

## Karriere

### Verein
David Kalokoh, geboren in Sierra Leone, kam im Jahr 2018 von VVV-Venlo in die Fußballschule von Ajax Amsterdam. Am 28. April 2023 gab er beim 1:0-Sieg im Zweitligaspiel gegen seinen ehemaligen Verein VVV-Venlo sein Debüt für die zweite Mannschaft Jong Ajax. Bis zum Saisonende kam Kalokoh auf zwei Einsätze.

### Nationalmannschaft
David Kalokoh war in den Altersklassen U15, U17 und U18 Nachwuchsnationalspieler der Niederlande.